# Scienza fantastica
Scienza Fantastica è stata la prima rivista dedicata alla fantascienza edita in Italia. Fu pubblicata dall'aprile 1952 al marzo 1953, per un totale di 7 numeri, dalle Edizioni Krator di Roma (Vittorio Kramer e Lionello Torossi) e diretta da Lionello Torossi.
La rivista - che aveva come sottotitolo "Avventure nello spazio tempo e dimensioni" - pubblicava racconti e romanzi di fantascienza a puntate di scrittori prevalentemente anglosassoni tratti dalla rivista statunitense Astounding Science-Fiction, con importanti autori fin dal primo numero, tra i quali Arthur C. Clarke e Lester del Rey, seguiti nei numeri successivi da Cyril M. Kornbluth, L. Sprague de Camp, Murray Leinster, Harry Bates, Cyril Judd, Isaac Asimov, Theodore Sturgeon e Chad Oliver.
La rivista è rimasta nota inoltre per avere pubblicato le prime storie di autori italiani del genere, tra ai quali, fin dal primo numero, i racconti scritti dello stesso direttore Lionello Torossi con lo pseudonimo di Massimo Zeno.
Il titolo della rivista, "scienza fantastica", si proponeva come la prima traduzione italiana del termine inglese science fiction: il calco "fantascienza" nacque (come "fanta-scienza") solo sette mesi più tardi nel n. 3 di Urania, nel novembre 1952.
Le storie erano illustrate, tra queste figurano le illustrazioni di Annibale Casabianca e altri illustratori.
Vi erano inoltre pubblicate rubriche scientifiche, lettere, concorsi per racconti e disegni dei lettori.[1]
Rivista considerata la prima in Italia di fantascienza, pioneristica.